# 小行星10857
小行星10857（10857 Blüthner）是一颗绕太阳运转的小行星，为主小行星带小行星。该小行星于1995年3月5日发现。

## 轨道参数
小行星10857的轨道半长轴为2.3835098 UA，离心率为0.164。